# السيخية في فرنسا

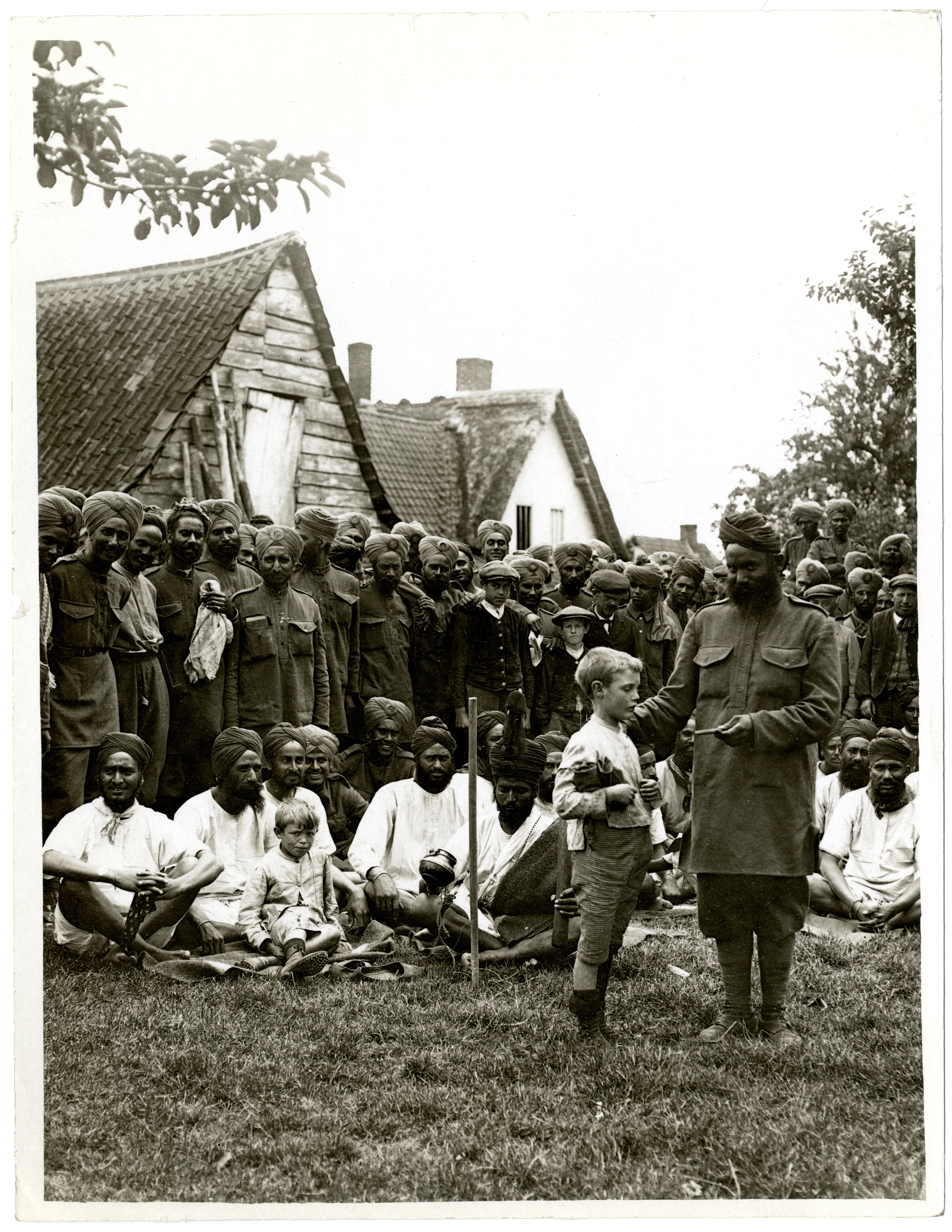
السيخ والقرويون الفرنسيون

السيخية في فرنسا هي أقلية دينية في فرنسا. يبلغ تعداد السيخ في فرنسا حوالي 10,000، أغلبهم في بوبيني.
توجد بفرنسا خسمة غوردوارا جميعها تقع في مدينة باريس.